# Corgatha daphoena
Corgatha daphoena là một loài bướm đêm trong họ Erebidae.